# Phlebobranchia
Phlebobranchia — ряд морських покривників класу Ascidiacea, вперше описаний Фернандо Лахілем у 1886 році.

## Характеристики
У групу входять як колоніальні, так і одиночні тварини. Від інших покривників вони відрізняються наявністю поздовжніх судин у глотковому кошику. Іншою характеристикою є те, що статеві залози оточені кишковою петлею. Задня частина черевця відсутня, і у багатьох видів також відсутня епікардіальна порожнина, яка оточує серце та інші внутрішні органи у багатьох інших покривників.